# Yarn (менеджер пакетів)
Yarn — один із основних менеджерів пакетів JavaScript  , розроблений у 2016 році компанією Facebook (нині Meta) для середовища виконання Node.js JavaScript . Альтернатива менеджеру пакунків npm, Yarn була створена в результаті співпраці Facebook, Exponent (тепер Expo.dev), Google і Tilde (компанія, яка розробила Ember.js), щоб вирішити проблеми узгодженості, безпеки та продуктивності з великими кодовими базами. 

## Функціональність
Користувачі можуть писати власні плагіни для Yarn.

### Обмеження
Обмеження Yarn дозволяють користувачам застосовувати правила для своїх залежностей або полів маніфесту в робочих областях із обмеженою областю.

### Офлайн кеш
Завантажені пакети кешуються та зберігаються як один файл.

### Plug'n'Play
Plug'n'Play дозволяє користувачам запускати проекти Node без папки node_modules, визначаючи спосіб або розташування для вирішення файлів пакетів залежностей за допомогою файлу керування Plug-n-Play. Ця функція спрямована на виправлення погано структурованої архітектури node_modules і, як наслідок, швидшого запуску програми Node.js.

### Плагіни
Плагіни можуть додавати нові резолвери, фетчери, зв’язувачі, команди, а також можуть реєструватися для деяких подій або бути інтегрованими один з одним. Більшість функцій Yarn реалізовано за допомогою плагінів, у тому числі yarn add і yarn install, які також є попередньо встановленими плагінами.

### Протоколи
Користувачі можуть визначати, який протокол використовуватиметься для вирішення певних пакетів. Наприклад, протокол git використовується для завантаження загальнодоступного пакета зі сховища Git, а протокол patch використовується для створення виправленої копії оригінального пакета.

### Робочий процес випуску
Release Workflow автоматично оновлює відносні пакети серед робочих областей monorepos під час оновлення кореневих пакетів.

### Робочі області (Workspaces)
Робочі області дозволяють кільком проектам працювати разом в одному сховищі та автоматично застосовувати зміни до інших родичів, коли вихідний код змінено, дозволяючи інсталювати кілька пакетів за один прохід, виконавши команду встановлення лише один раз.

### Без встановлення (Zero-Installs)
Zero-Installs вирішує потреби інсталяції пакунків, коли пакети потрібно інсталювати, коли коди просто завантажуються на локальний комп’ютер.

## Порівняння з npm
- Yarn може встановлювати пакети з локального кешу. [6]
- Пряжа міцно зв’язує версії пакунку.
- Yarn використовує контрольну суму для забезпечення цілісності даних, тоді як npm використовує SHA-512 для перевірки цілісності даних завантажених пакетів. [7]
- Yarn встановлює пакунки паралельно, тоді як npm встановлює по одному пакунку.

## Синтаксис
Щоб встановити Yarn:
```
npm install -g yarn
```

Щоб встановити пакет з Yarn: 
```
yarn назва_пакета --dev
```

## Дивись також
- npm (програмне забезпечення)
- Node.js